# Intelligency (группа)
Intelligency (произносится как «интеллидженси») — белорусский многоязычный музыкальный коллектив, играющий в стиле техно. Сами музыканты называют свой стиль «техно-блюз».

## История коллектива
Группа основана 9 мая 2013 года Всеволодом Довбней и Юрием Тарасевичем. Вскоре к коллективу присоединились гитарист Евгений Мурашко и бас-гитарист Михаил Станевич в 2015 году, а первое выступление на публике состоялось в феврале 2015 года.
Первый сборник треков, Feel the…, вышел в конце 2013 года. В марте 2014 вышел мини-альбом In. Need. Indeed. Первый студийный альбом назывался Doloven и появился в конце 2015 года. Весной 2016 года вышел мини-альбом Mova из трёх песен. Летом 2017 был опубликован второй студийный альбом, Techno Blues, состоящий из десяти композиций.
Весной 2019 года группа участвовала во втором сезоне шоу «Песни» на ТНТ, где дошла до этапа отборов.
Следующий студийный альбом, Renovatio, вышел в 2019 году. Заглавной песней альбома являлась композиция «August», которая стала набирать популярность в сервисах TikTok и Shazam с января 2020 года.

### 2020 год
- В марте 2020 года группа присоединилась к лейблу Warner[3].
- 23 июля группа опубликовала новый клип — «Outlaw»[12].
- В начале августа Intelligency участвовала в записи видеообращения «о политическом моменте в Белоруссии»[13].
- 6 сентября 2020 года группа выступила в Санкт-Петербурге на фестивале Stereoleto[14].
- 26 октября трек «August» был номинирован на звание «Трек года» премии независимой музыки Jager Music Awards[15].
- 20 ноября Intelligency опубликовала мини-альбом Muzika 2020 из шести композиций[16].
- 1 декабря группа выпустила клип на песню «Zlo» совместно с театральной группой Kupalaucy[17].

## Состав группы
- Всеволод Довбня — вокал, гитара
- Юрий Тарасевич — драм-машина, клавиши, перкуссия
- Евгений Мурашко — гитара, бэк-вокал
- Михаил Станевич — бас-гитара, клавиши

## Общественная позиция
В 2020 году во время акций протестов по всей Беларуси, произошедших после выборов президента страны, участники коллектива поддержали протестующих.

### Комментарии
1. ↑  Полное название группы: Electronic live-band «Intelligency»[4].
2. ↑  Некоторые источники указывают 2014 год для альбома Feel the…[1].
3. ↑  По другим данным, первым альбомом следует считать Doloven[4][6].
4. ↑  По другим источникам в 2019 году вышел только сингл «August», а альбом Renovatio из 12 композиций вышел в марте 2020 года[3].
5. ↑  По сведениям от самих музыкантов, трек «August» вышел в виде сингла в июле 2019 года[11].